# プンタ・カナ
プンタ・カナ（Punta Cana）はドミニカ共和国東部のリゾート地域。
ラ・アルタグラシア州の州都イグエイ東部にあり、大西洋に突き出る、白い砂浜と遠浅の海が広がるリゾート地。行政的には、ヴェロン・プンタ・カナに属している。開発が始まったのは1970年で、フランク・ライニエリが中心となって街造りが進められた。
現在はカリブ海屈指の観光地となっており、北米にとどまらずヨーロッパやロシアからも大勢の観光客が訪れる。気温は概ね21℃から31℃で年中温暖である。2006年に自治権が与えられた。2012年には開発を制限するため町の周囲が自然公園に指定された。
約30キロメートル内陸にプンタ・カナ国際空港が位置している。

## 地理
プンタ・カナ地区は、イスパニョーラ島の東端で、首都サント・ドミンゴからは、東に約80キロメートルに位置し、海岸沿いにブーメランの形をしている。
カリブ海の島々の中でも、長い海岸線を持つ。大西洋に面する北東面の海岸には、プラヤ・デ・アレーナ・ゴルダ（大粒の砂の浜）から始まり、有名なプラヤ・バヴァロ、プラヤ・ウベロ・アルト、プラヤ・ラバカマ、プラヤ・マカオ、プラヤ・エル・コルテシトと続く。突端であるエンガニョ岬から、南東面には、カベサ・デ・トロ、カボ・エンガニョ、プンタ・カナ、フアニージョの砂浜がある。これらの海岸線は95キロメートルに及ぶ。その中でも最も長い海岸線は、ババロ（37キロメートル）で、ドミニカ共和国政府によって、動植物の豊かさとそこで鑑賞できる自然の美しさから国宝級とされている。
砂浜は、きめ細かい白砂で、 海は柔らかな緑青色をしている。波は全体的に荒く、満潮では、砂浜はすぐに海に沈んでしまう。水はいつも澄んでいて、海藻が豊富な場所もある。海岸線には、ヤシの木がふんだんに生えていて、南国の風景を作り出している。人口は、近年では10万5千人以上で、平均年齢は29歳。

## 気候
プンタ・カナは、熱帯湿潤気候で、年間を通じて温暖で、平均気温は、26～29度。海水温度は、平均28度前後である。気温の温度差は、20度～32度ほどで、12度の差が見られる。4～11月が気温が高くなり、後3月までは過ごしやすくなる。夏から秋にかけて、最も激しい雨が降るが、また、午後から夕方にかけてスコールに見舞われることがある。湿度は、年間を通じて82％平均である。ハリケーンの季節は、6月～11月で、8月、9月は強風の日もある。11月半ばから翌4月末頃には、降雨量が少なくなり、日差しも和らぎ、戸外で過ごしやすくなるなど、リゾートに適している。

## 歴史
1492年にコロンブスが、現在、ラ・エスパニョラと呼ばれるこの島に到着した。1697年から、リスウィク条約によって島は2等分され、西側はフランス領になった。1795年に仏西戦争により、全島がフランス領となり、1804年、ハイチとして独立した。1814年、東部はスペイン系ドミニカ人が決起し、紆余曲折を経て、1844年に、東側はドミニカ共和国となった。
プンタカナの歴史は、1969年、米国人で、ニューヨークの弁護士であったテオドレ・キールと、他40人ほどの投資家グループが、この地の58キロメートル平米を購入したことに始まった。この投資額は、25万ドル（当時）であったという 。　キールは、イタリア系移民の家系で、当地の首都生まれのフランク・ライニエリ（当時24歳）をこのプロジェクトに迎えた。ライニエリの祖父は、既に2軒のホテルを別の市に持っていた。彼は、米国のフィラデルフィア大学や当地の大学を卒業していた。
その地は、未踏のジャングルで、海岸が10キロメートルあり、漁村の２ヵ所ほどに52家族が住んでいた。また、僻地であって、海路かヘリコプターでなければ到達できない場所であった。当時は、近くのイグエイ地方からの海岸線を辿っても６時間かかった。
ライニエリは、まず、ヤウヤ、又は、プンタ・ボラチェラ、“酔っぱらいのポイント”と呼ばれていた地名を、「観光や資本投資には魅力的でない」として、名前をプンタ・カナと呼び改め、「プンタカナ・グループ」を設立した。
まずは、観光用の10軒の田舎風の小屋を建て、40人を収容可能とし、1971年に「プンタ・カナ・リソート・クラブ」（PCRC）と名付け、これが観光業の始めとなった。この遠隔地には、チャーターの小型飛行機でしか交通手段が無く、土表面の飛行場を作り、遠方からの来客に準備をした。これは、後に世界で初めてのプライベート国際空港に発展した。一方、電力や水資源も自力で確保しなければならなかった。1972年には、PCRCが小学校開設した。
1976年、チャボン川のほとりに、地中海風の小さな村、アルトス・デ・チャボンが建設された。1977年　Club Mediterranee（現在　Club Med）、クラブメッド が、PCRCの一部の土地を購入し、８０年に３５０室のホテルを開設。その後、バルセロ・グループとニューコが、バヴァロ地区に進出した。
83年12月に、プンタ・カナ国際空港が開設され、84年には、プエルト・リコのサン・フアンから最初の利用者が来訪。初年には、２４６８人の利用者があった。87年には、初めて米国フロリダからの便が開設された。空港建設には、キールは、5万ドル、クラブメッドは、150万ドル（いずれも当時の価値）を出資した。　このような経過で、近隣の市への道路や交通網が整備されていった。
88年、PCRCは、プンタカナ環境保護基金を創設し、以降、環境保護にも努めた。93年に、PCRCにより、スポーツ・マリナが建設される。97年、スペインの歌手フリオ・イグレシアスとドミニカ共和国出身のデザイナー、オスカー・デ・ラ・レンタが、主要投資家に加わった。現在までに、多数のホテルが建設され、一大リゾート地として、世界に知られるようになった。現在は、PCRCは、ライニエリ家の3人の息子・娘が実際の経営を行っている。

## 交通

### 空路
プンタ・カナ国際空港があり、世界の主要国との便がある。

### 陸路
幹線道路で、プンタ・カナから近辺市への距離は以下のようである。
イグエイ　Higüey  へは、4号線で西に、60キロメートル／車で約１時間
ラ・ロマナ　La Romana　へは、3号線で西に、105キロメートル／車で約1時間45分
サント・ドミンゴ　Santo Domingo　へは、3号線で西に205キロメートル／車で約3時間半
北西方面には、105号線

### エリア内の交通
公共のバスが数線あり、地元民には、グアグアスと呼ばれている。ババロ海浜エリアに、ホテルが多いことで、交通の拠点もここが拠点になっている。
タクシーは、その多くは、料金メーターが無く、客との交渉で値段が決まる。多くの場合割高になる。これは、カロオス・デ・コンチョと呼ばれている。
空港からのホテルへのタクシー代は、約30分の道のりで40ドルという水準である。

## 宿泊施設、レジャー環境
2021年時点で、65以上の宿泊施設があり、8万3千室の提供がある。さらに、投資が行われ増設される見込みである。客室の占有率は、年平均76％（2019年時）で、年間を通じて高い数値を示している。プンタ・カナ・グループの雇用者は、約7千名（2019年時）で、リゾート施設、ランドリー・サービス、国際学校、警備システム、医療機関等も独自に設けている。

## 生活・滞在

### 健康
水道水は、飲料用では無く、ボトル水利用となる。様々な条件によって、蚊の発生がある。特に、降雨の多い季節や、自然の水溜まり、沼地などに、より蚊の発生が多くなる。また、１日の中でも、朝・夕に、その行動は、活発になる。11月半ばから4月末頃が、リゾートシーズン（降雨量が少なくなり、また日差しも和らぐのの戸外で過ごしやすくなる）このころは、朝夕が涼しいので、何らか重ね着が必要。

### 通貨
通貨は、ドミニカ・ペソ（DOP）である。滞在者は、アメリカ合衆国ドルやユーロを使用できる。ただし、機器類では、ユーロに適合していないものがある。両替は、空港、換金所、大きいホテルで両替できる。来訪者にとっては、通常はカードで支払い、ドミニカ・ペソを少額を準備して、チップや小出しの出費に使う例がある。また、カード支払い機能が不全な場合に備えて、現金所持も必要となる。

### 電力
電気ボルトは、129V、60Hz、米国式のソケットで、2本の端子、又は、2本平と1本円柱用。ホテルの中には、220V用を準備しているところもある。電気の供給は、不安定なところがあり、停電になる時があるが、多くのホテルでは、自家用ジェネレイターで対応している。

### 出入国
観光や滞在日数は、90日以内。それ以上の場合は、事前に査証取得が必要。
外国人滞在者が、既定の税金（10ドル）を支払った証明として発行されるツーリスト・カードは、在外ドミニカ共和国大使館、入国場所の空港、又は、旅行斡旋業者が準備し、入手できる。これは、滞在中に所持することになっている。また、18年の法制定により、航空代金に、この支払いが含まれることになった。査証なしで、60日以上滞在した場合は、出国税が課される。
この課金やビザが必要ない国は、南米5か国と日本、韓国、イスラエルの8か国。他に、観光用ビザが必要ないがツーリスﾄ・カードが必要な国は、150か国。その他の国は、在外大使館でヴィザの発行を申請する。
入国に関しては、麻薬等の所持や持ち込みがないかの厳しいチェックが行われる。

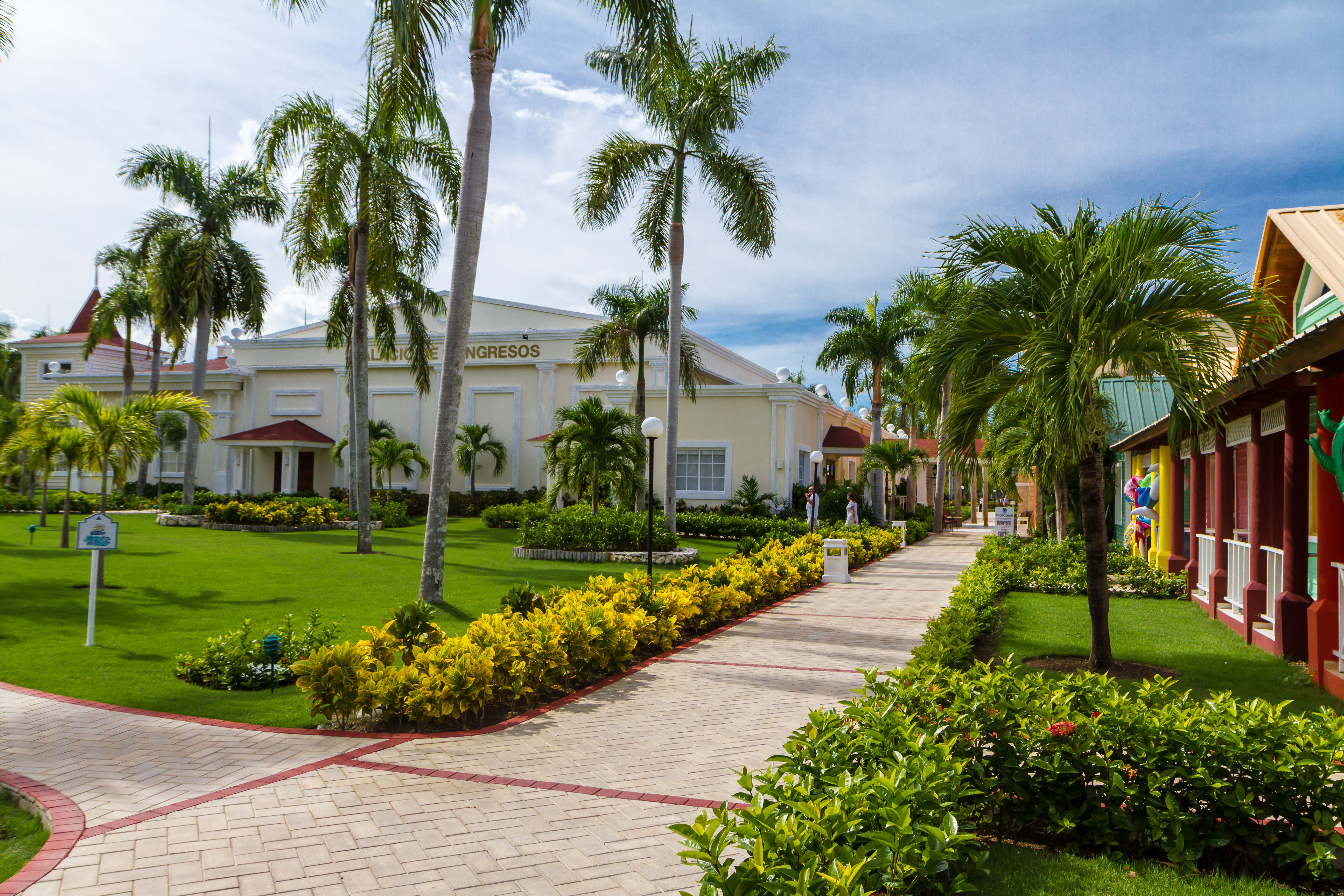
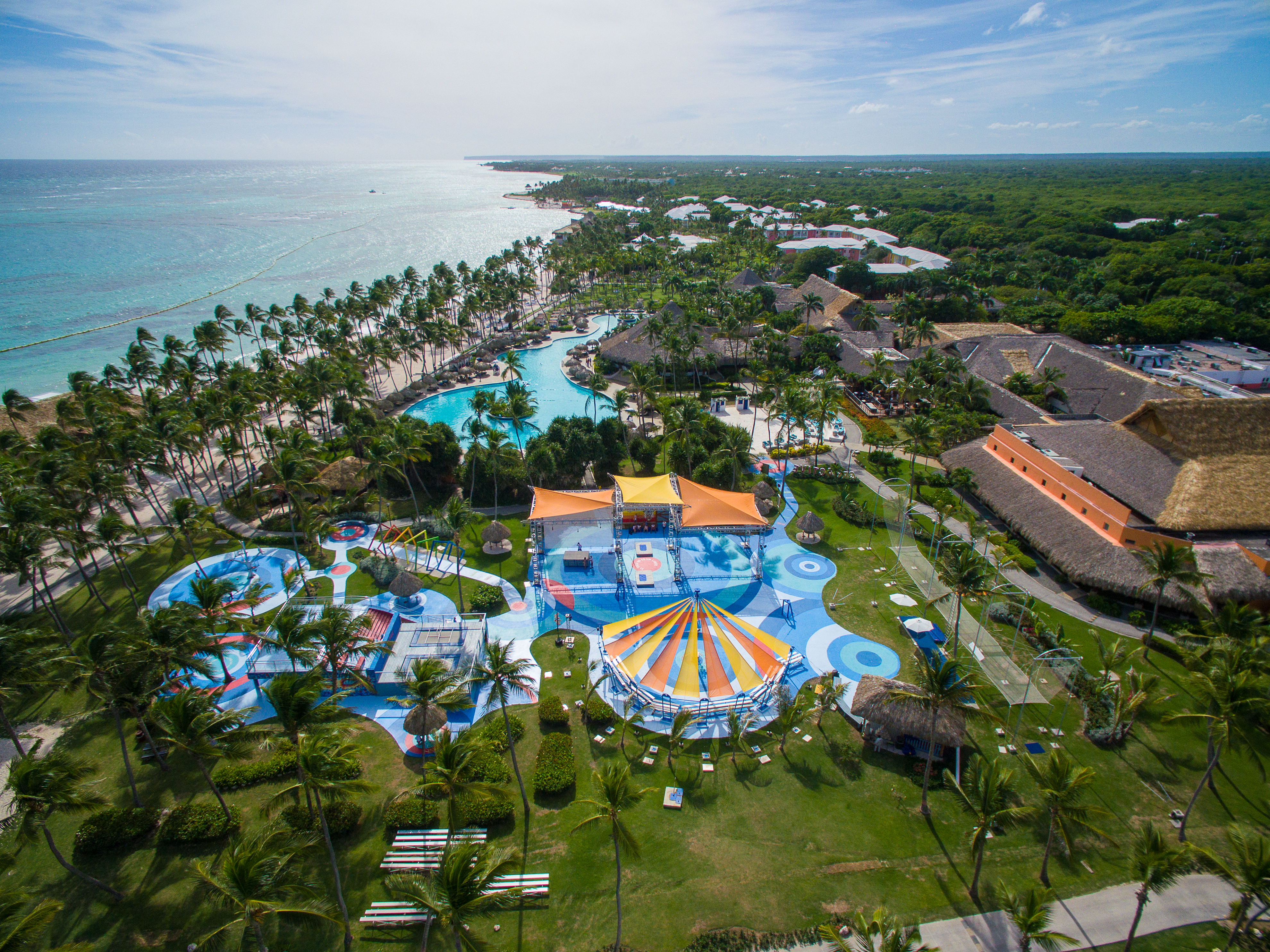
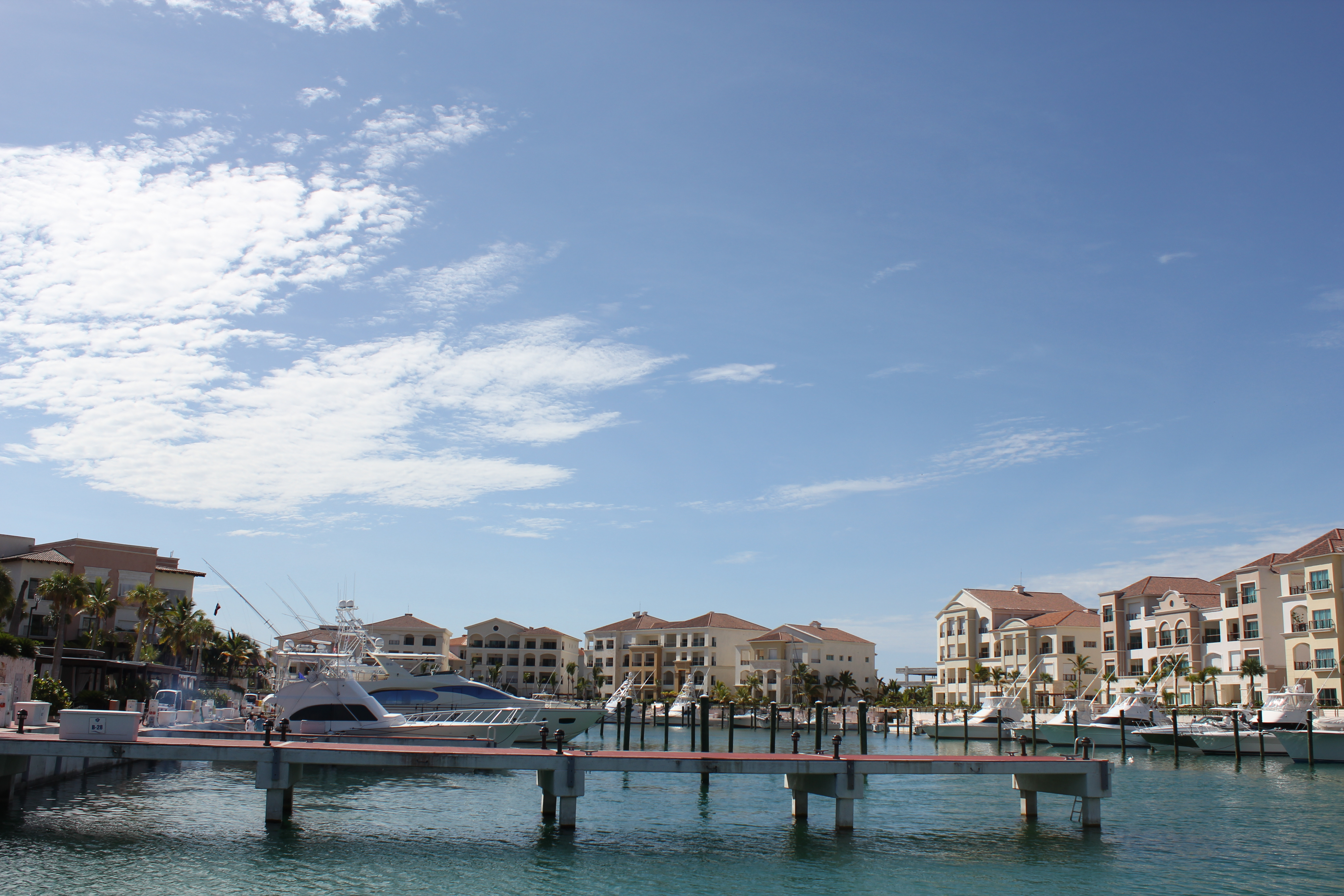